# پیج، قلمرو پایتختی استرالیا
پیج (به انگلیسی: Page) یک حومه شهر در استرالیا است که در قلمرو پایتختی استرالیا واقع شده‌است.